# Cazuza: Preciso Dizer que Te Amo
Cazuza: Preciso Dizer que Te Amo é um livro lançado pela Editora Globo em 2001. O livro foi escrito por Regina Echeverria (com a colaboração do jornalista Mauro Ferreira) a partir de material de Cazuza cedido a ela por Lucinha Araújo, mãe do artista.
O livro reúne toda a obra de Cazuza na forma de letras, poesias, fotos e depoimentos de parceiros musicais, além de 78 letras inéditas.